# Казазов
Казазов (рос. Казазов) — хутір Теучезького району Адигеї Росії. Входить до складу Пчегатлукайського сільського поселення.
Населення — 291 особа (2015 рік).